# Faustus, the Last Night
Faustus, the Last Night est un opéra en anglais du compositeur français Pascal Dusapin librement inspiré de La Tragique Histoire du docteur Faust (vers 1588) de Christopher Marlowe. L'œuvre a été représentée pour la première fois en public le 21 janvier 2006 à Berlin.

## Intrigue

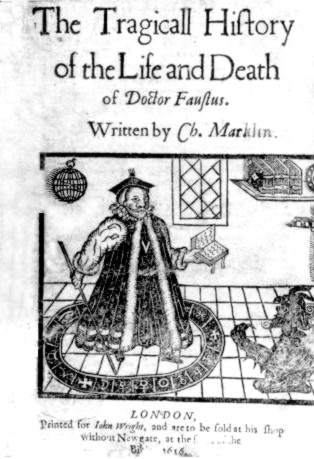
Faust, de Christopher Marlowe, édition de 1616.

## Historique
Faustus, the Last Night est une commande du Staatsoper Unter den Linden de Berlin et de l'Opéra de Lyon au compositeur français.  La genèse du cinquième opéra de Pascal Dusapin a pris dix ans, avant que le compositeur écrive réellement la pièce de 2003 à 2004. Le Faustus de Dusapin a été donné pour sa création mondiale le 21 janvier 2006 sous la direction de Michael Boder dans une mise en scène de Peter Mussbach avec Georg Nigl (Faustus), Hanno Müller-Brachmann (Méphistophélès), Robert Wörle (Sly), Jaco Huijpen (Togod), Caroline Stein (l'ange) dans les principaux rôles. L'œuvre fut ensuite donnée à l'Opéra de Lyon, puis aux États-Unis lors du Spoleto Festival USA en juin 2007.

## Prix et distinctions
- Prix de la création 2007 lors des Victoires de la musique classique.
- Choc du Monde de la Musique.